# Schweizerschule São Paulo
Die Schweizerschule São Paulo (portugiesisch Escola Suíço-Brasileira de São Paulo) ist eine internationale Privatschule, getragen von der Vereinigung der Schweizerschulen in Brasilien, einer zivilrechtlichen Körperschaft ohne Gewinnabsicht, die auch die Schweizerschule Curitiba trägt. Die Schule umfasst vom Kindergarten bis zum Gymnasium alle Schulstufen. Sie bildet Schüler mehrsprachig, interkulturell auf internationalem Niveau aus und schliesst mit dem gymnasialen Abschlusszertifikat Brasiliens und dem IB-Diplom ab und ermöglicht damit den Zugang zu Universitäten in Brasilien, in der Schweiz und in zahlreichen anderen Ländern. Darüber hinaus haben die Schüler Gelegenheit, Sprachzertifikate und -diplome in Deutsch, Englisch und Französisch zu erwerben.

## Geschichte
Die Vereinigung Schweizerschule São Paulo wurde 1965 gegründet. Der Unterricht begann 1966 mit 53 Schülerinnen und Schülern im Stadtviertel Brooklin. Ein Jahr darauf folgte mit dem Patronat des Kantons Basel-Stadt die Anerkennung durch die Schweizer Regierung. Aufgrund steigender Schülerzahlen musste die Schule erweitert werden. 1970 startete das Schuljahr im neu erbauten Schulhaus in der Rua Visconde de Porto Seguro, im Stadtviertel Santo Amaro, wo sie sich bis heute befindet. Seit 1975 schliessen die Schüler mit dem brasilianischen Mittelschulzertifikat und seit 1984 mit der schweizerischen Matura die Mittelschule an der Schweizerschule São Paulo ab. 1996 schloss sich die Schule der International Baccalaureate Organization (IBO) an. Seit 1999 erwerben die Mittelschüler das IB-Diplom. Im Jahr 2000 integrierte die Schweizerschule São Paulo die Schweizerschule Curitiba, deren Trägerverein aufgelöst wurde. Dabei wurde der Trägerverein der Schweizerschule São Paulo um Mitglieder aus dem ehemaligen Trägerverein von Curitiba aufgestockt und umbenannt: Seither heisst er Vereinigung der Schweizerschulen in Brasilien.

## Pädagogisches Angebot
Die Schweizerschule São Paulo bietet auf allen Stufen zweisprachigen Unterricht an und führt vom Kindergarten über die Primarschule zur Sekundarstufe I und zur Gymnasialstufe. Die Schüler schliessen die Gymnasialstufe mit dem brasilianischen Abschlusszertifikat und dem IB-Diplom ab. Damit erwerben sie die Zugangsberechtigung zu den Universitäten und Hochschulen in Brasilien, der Schweiz und in zahlreichen anderen Ländern.
Jedes Jahr führen die Schweizerschulen São Paulo und Curitiba gemeinsam mit der Ernst Schmidheiny Stiftung eine Wirtschaftswoche durch. Während dieser Woche führen die zwei Gymnasialklassen mehrere fiktive Unternehmen mit einem selbst entwickelten fiktiven Produkt. Schweizer Berufsleute coachen während der Simulation betriebswirtschaftlicher Gegebenheiten die "Jungunternehmer" hinsichtlich möglicher Reaktionen auf marktwirtschaftliche Einflüsse. Ausserdem geben die Schweizer Spezialisten theoretische Inputs, die in der Simulation praktisch ausprobiert werden können.
| Kindergarten   | 4  | Kindergarten I     |                       |                       |                       |
|                | 5  | Kindergarten II    |                       |                       |                       |
| Primarstufe    | 6  | 1. Klasse          |                       |                       |                       |
|                | 7  | 2. Klasse          |                       |                       |                       |
|                | 8  | 3. Klasse          |                       |                       |                       |
|                | 9  | 4. Klasse          |                       |                       |                       |
|                | 10 | 5. Klasse          |                       |                       |                       |
| Sekundarstufe  | 11 | 6. Klasse          | Externe Sprachdiplome | Externe Sprachdiplome | Externe Sprachdiplome |
|                | 12 | 7. Klasse          | Deutsch               | Französisch           | Englisch              |
|                | 13 | 8. Klasse          | IVA A2                | DELF A1               |                       |
|                | 14 | 9. Klasse          | IVA A2                | DELF A1               |                       |
| Gymnasialstufe | 15 | 1. Klasse          | DSD I A2/B1           | DELF A2               |                       |
|                | 16 | 2. Klasse (IB)     | DSD I A2/B1           | DELF B1               |                       |
|                | 17 | 3. Klasse (V) (IB) | DSD II B2/C1          | DELF B2               | CAE/CPE B2/C1/C2      |
|                | 18 | 4. Klasse (IB)     | DSD II B2/C1          | DALF C1               | CAE/CPE B2/C1/C2      |

### Sprachdiplome
Es handelt sich um international standardisierte Sprachdiplome mit weltweiter Anerkennung. Die Stufenbezeichnung für die Fremdsprachen folgt dem Gemeinsamen europäischen Referenzrahmen für Sprachen (GER).

#### Deutsch
Mit internationalen Vergleichsarbeiten (IVA) von der Zentralstelle für das Auslandsschulwesen werden die Primarschüler auf die folgenden Diplomprüfungen in Deutsch vorbereitet.
In der Gymnasialstufe kann das Deutsche Sprachdiplom (DSD), das von der Kultusministerkonferenz Deutschlands in zwei Stufen angeboten wird, in der Stufe I und/oder II erworben werden; das DSD I deckt die Stufe B1, das DSD II die Stufe B2 und C1 ab. Das DSD II-Diplom öffnet den Zugang zum Studium an deutschen Hochschulen ohne zusätzliche Deutschprüfung.

#### Französisch
Ab der 8. Klasse können in Französisch Diplome der Alliance Française erworben werden, und zwar das Diplôme d’Études en Langue Française: DELF auf den Stufen A1, A2, B1 und B2 sowie DALF auf Stufe C1.

#### Englisch
Die Zertifikatsprüfungen Cambridge English Language Assessment der Universität Cambridge auf den Stufen B1, B2 und C1.

#### Spanisch
Nebst den obligatorischen Fremdsprachen kann auf Gymnasialstufe das Spanisch-Diplom DELE B1 erworben werden, das von der Universität Salamanca, Spanien, herausgegeben wird.

## Infrastruktur
Die Schule verfügt nach eigenen Angaben über grosse Unterrichtsräume, eine gut ausgestattete Bibliothek mit mehreren Arbeitsplätzen mit Internetzugang für Online-Recherchen und rund 18.000 Titeln in deutscher, englischer und französischer Sprache, je ein Chemie-, Physik- und Biologielabor, einen Informatikraum, einen Werkraum, Kunst- und Keramikwerkstätten, eine pädagogische Schulküche, eine Multimedia-Bibliothek, eine Sporthalle, einen Kinderhort, einen Theatersaal, eine Mensa, eine Imbissstube sowie einen Erste-Hilfe-Raum.